# 圣多明戈斯杜普拉塔
圣多明戈斯杜普拉塔是巴西米纳斯吉拉斯州的一个市镇。总面积746.917平方公里，总人口17349人，人口密度23.2人/平方公里。